# Сан-Марко (район)

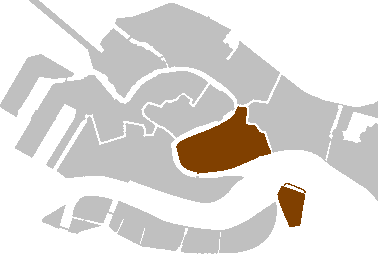
Район на схеме города.

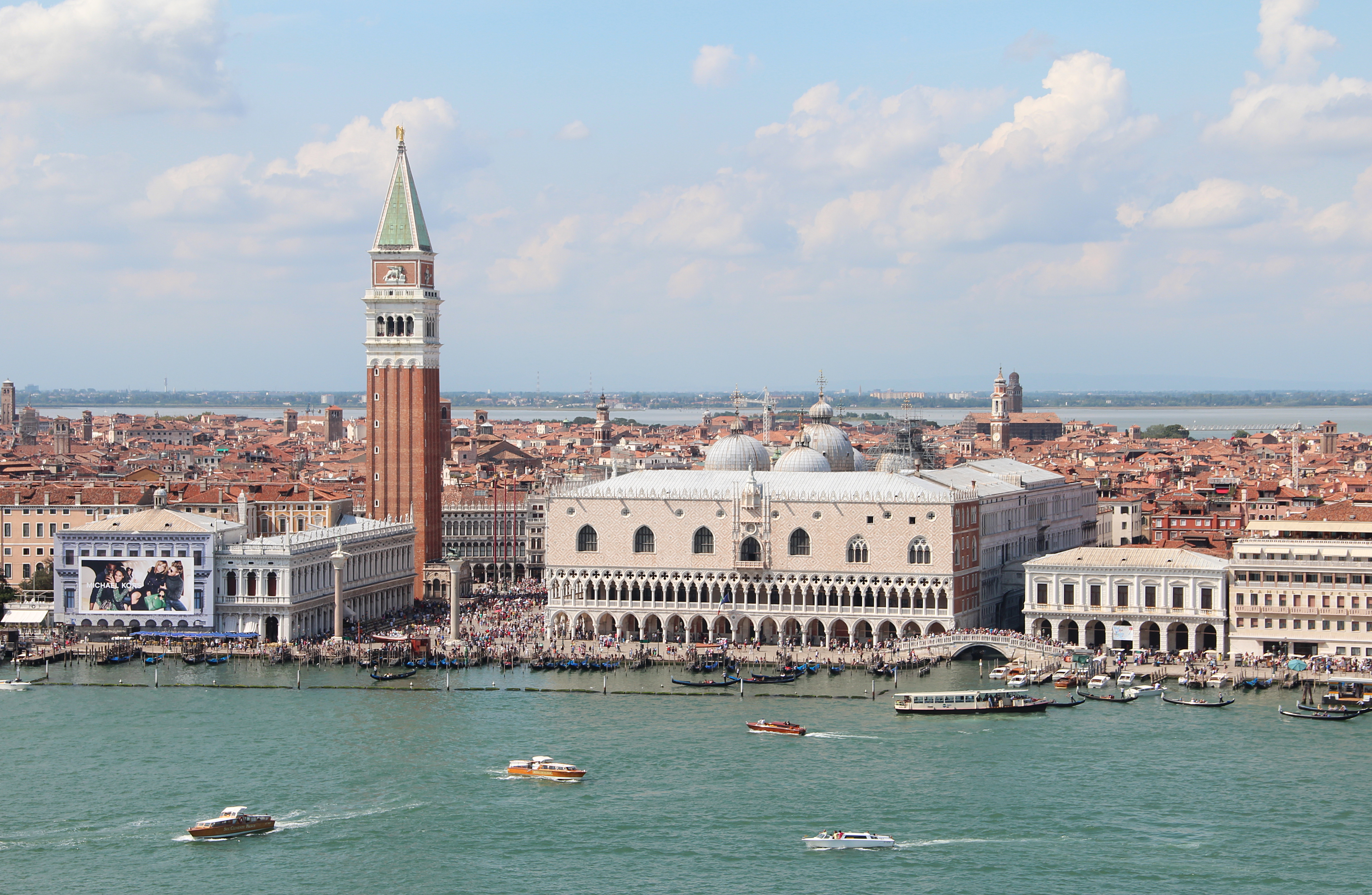
Вид на Сан-Марко с колокольни базилики Сан-Джорджо-Маджоре.

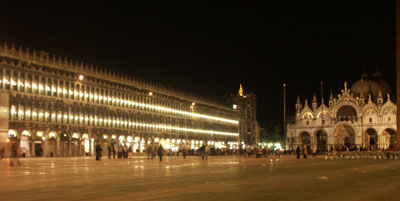
Площадь Сан-Марко — сердце Венеции

Сан-Марко (итал. San Marco) — центральный из шести исторических сестиере (районов) Венеции. Район также включает в себя остров Сан-Джорджо-Маджоре.
Название района произошло от имени покровителя Венеции — Святого Марка.
В районе сосредоточено большинство главных объектов и достопримечательностей острова, включая центральный комплекс Сан-Марко, в который входят:
- Площадь Сан-Марко
- Собор Святого Марка
- Дворец дожей
- Библиотека Сан-Марко
- Лоджетта
- Кампанила
- Старые и Новые Прокурации
- Колонны Сан-Марко
- Башня часов
- Ала Наполеоника

Кроме того, в районе располагается большое количество других достопримечательностей:
- Палаццо Дандоло
- Театр Ла Фениче
- Палаццо Грасси
- Палаццо Контарини дель Боволо
- Палаццо Контарини Фазан
- церкви Сан-Бенето, Сан-Фантин, Церковь Санта-Мария-дель-Джильо, Сан-Маурицио, Церковь Сан-Моизе, Санто-Стефано, Сан-Сальвадор, Сан-Джулиан и Сан-Самуэль.